# Innerkrems
Innerkrems est un village faisant partie de la commune de Krems in Kärnten, ainsi qu'une station de ski de taille moyenne, située dans le nord du Land de Carinthie, en Autriche.

## Histoire
Dès le XIVe siècle, l'exploitation de minerais de fer (limonite) est attestée à Innerkrems. En 1861, un nouveau haut fourneau est construit au village d'Eisentratten dans la vallée de la Lieser, lequel est toujours visible aujourd'hui. L'exploitation périclita progressivement, puis s'arrêta en 1883.
Innerkrems abrite depuis 1996 le centre d'entrainement de l'équipe autrichienne de ski.

## Domaine skiable
Le domaine skiable est réparti sur deux versants des Alpes de Gurktal, situés de part et d'autre de la route traversant Innerkrems. Les remontées mécaniques sont situées à proximité immédiate du garage - payant - et du parking principal, à environ un kilomètre en amont de la commune. Deux pistes (la 9a et la 6) qui relient les deux sous-domaines à la commune d'Innerkrems figurent certes sur le plan des pistes, mais semblent de fait être rarement ouvertes. Aucune remontée mécanique ne permet de revenir sur le domaine principal, il est nécessaire alors d'emprunter le skibus ou la voiture.
Blutige Alm
Le domaine, desservi par un télésiège 2 places très lent, est constitué de quelques pistes très ensoleillées. En altitude, les pistes sont situées au-delà de la limite de la forêt, et sont particulièrement adaptées pour les skieurs de niveau débutant. Le retour en vallée s'effectue par une piste rouge enneigée par des canons à neige - une nécessité vu la forte exposition au soleil de la piste. Le domaine a été réduit de quelques kilomètres à la suite de l'arrêt de l'exploitation d'un téléski (Mattehanshöhe) sur la partie droite du sous-domaine. Le téléski permettait de relier le domaine skiable de Schönfeld qui est situé à quelques kilomètres en amont d'Innerkrems. En 2011, les pylônes demeurent sur place, et le tracé du téléski figure toujours sur plusieurs plans des pistes.
Grünleitennock
La dénivelé totale de 587 m est la plus importante du domaine. Desservi par un télésiège 4 places débrayable moderne et rapide, ce sous-domaine offre une variété de pistes beaucoup plus importante, et des pistes plus intéressantes techniquement - essentiellement des pistes rouges. Les pistes, dans l'ensemble plus protégées du soleil, partent des deux côtés depuis le haut du télésiège (2 136 m). La piste 3, excentrée, figure certes sur le plan des pistes, elle semble toutefois ne jamais être damée. Elle est de fait quasiment pas fréquentée. Le haut du domaine offre également quelques possibilités de ski hors piste en semi-forêt, sur une dénivelé restreinte.
La station est membre du regroupement de stations de ski TopSkiPass Kärnten & Osttirol.